# Matière de France
La Matière de France ou Cycle carolingien est un ensemble de textes légendaires de la littérature médiévale en ancien français. Ils proviennent de France et d'Europe occidentale et constituent les chansons de geste.
Elle a commencé par être transmise oralement sous la forme d'épopées en laisses de décasyllabes et d'alexandrins assonancés ; les récits qu’on y trouve ont souvent été mis en prose à partir du XIVe et du XVe siècle, alors que les versions antérieures en vers, n'étant plus chantées, tombaient dans l'oubli.

## Les trois matières littéraires selon Jean Bodel
Les auteurs français du Moyen Âge opposent la matière de France à la matière de Bretagne, histoire légendaire des îles Britanniques (Grande-Bretagne) et de la Bretagne, et à la matière de Rome, interprétation par les poètes médiévaux de la mythologie grecque et de l'histoire de l'Antiquité classique.
On doit ces trois appellations au poète français Jean Bodel (vers 1165-1210), auteur de la Chanson de Saisnes, dans laquelle il écrit :
Ne sont que iij matières à nul homme atandant,
De France et de Bretaigne, et de Rome la grant.
(« Il n'est que trois matières que personne ne devrait ignorer,
 de France et de Bretagne, et de Rome la grande. »)
Il en donne cette définition : « Ces trois matières ne se ressemblent pas. Les contes de Bretagne sont tellement irréels et séduisants ! Tandis que ceux de Rome sont savants et chargés de signification et que ceux de France voient chaque jour leur authenticité confirmée ! ».

## Chansons de geste françaises

### Les trois cycles: Charlemagne, Guillaume d'Orange et Doon de Mayence
Les épopées de la matière de France se divisent en trois « gestes », trois cycles ayant chacun leurs propres thèmes et leurs personnages. Le mot « geste » signifie à la fois un récit de haut fait et un lignage : de fait, les trois gestes se rapportent respectivement à trois familles de héros. Cette division trouve son origine dans la chanson de geste Girart de Vienne, de Bertrand de Bar-sur-Aube, qui s'ouvre sur une présentation des trois gestes. Traditionnellement, on distingue donc :
- La Geste du Roi, qui raconte les hauts faits de personnages de la famille royale de France, et principalement de Charlemagne. La Chanson de Roland, Mainet, Aspremont et Fierabras font partie de ce cycle.
- La Geste de Guillaume d'Orange, ou Cycle de Guillaume de Gellone (également dite de Monglane), qui narre les aventures du lignage du héros, son parent Garin, et dont le personnage le plus célèbre est Guillaume d'Orange. Les épopées de ce cycle, telles que Aliscans, La Prise d'Orange, Le Charroi de Nîmes, Le Couronnement de Louis, puis Les Enfances Guillaume, se déroulent pour la plupart sous le règne de Louis le Débonnaire, dépeint comme un monarque faible et lâche qui ne peut se passer, pour défendre son royaume, de l'assistance des braves guerriers de la famille de Guillaume.
- La Geste de Doon de Mayence ou des barons révoltés, qui présente une famille de seigneurs turbulents et souvent en butte à la colère du roi, contre lequel ils se trouvent en conflit. Les chansons les plus célèbres de ce cycle, qui en compte une soixantaine, sont Girart de Roussillon, la  Chanson des quatre fils Aymon, Renaud de Montauban et la Chevalerie Ogier de Danemarche.

### Caractéristiques du cycle de Charlemagne
Les personnages centraux sont Charlemagne et ses paladins, particulièrement Roland, héros de la Chanson de Roland, Olivier, l'archevêque Turpin, Ogier le Danois, le duc Naymes de Bavière et les Douze pairs.
À l'origine, le cycle carolingien est fondé sur des récits de guerres et de prouesses militaires, concernant notamment les guerres entre Francs et musulmans d'Espagne au temps de Charles Martel (bataille de Poitiers), de Pépin le Bref (prise de Narbonne en 759) et de Charlemagne (prise de Barcelone en 801). La Chanson de Roland évoque les campagnes de Charlemagne, notamment celle qu'il aurait menée vers Saragosse en 778. L'épopée raconte la trahison du Franc Ganelon, la bataille de Roncevaux où Roland, Olivier et Turpin sont tués par l'armée du roi de Saragosse et la contre-offensive de Charlemagne qui achève la conquête de l'Espagne.
Pendant la maturation du genre, des éléments fantastiques et magiques ont eu tendance à s’ajouter aux contes. Bayard, le cheval magique, par exemple, est un élément qu’on retrouve dans plusieurs autres récits, de même que le Roi de Féerie Obéron. Sorciers et magiciennes apparaissaient dans des rôles fréquemment négatifs, alors que les héros étaient eux-mêmes souvent aidés par les pouvoirs mystiques des reliques chrétiennes ou même parfois par des alliés aux pouvoirs magiques (tel Huon de Bordeaux constamment soutenu par Obéron).

## Influence de la matière de France en Europe
Après l’époque des chansons de geste, leurs récits ont passé dans la littérature d'autres pays. Leur postérité la plus connue est celle des épopées italiennes de la Renaissance, dues à l’Arioste, à Boiardo et au Tasse, ainsi qu'à un petit nombre d'auteurs secondaires : les contes d’Orlando Furioso (« la folie de Roland ») et d’Orlando Innamorato (« Roland Amoureux ») ont été empruntés directement aux chansons de geste. Ces poésies devaient être imitées en anglais par Edmund Spenser dans The Faerie Queene.
Des récits de la Matière de France se retrouvent également en vieux norrois, langue dans laquelle on a écrit au treizième siècle en Norvège la Karlamagnús saga (saga de Charlemagne), et contiennent une vue d’ensemble des principales histoires du cycle. Dans la littérature espagnole, l'épopée du Cid recrée une grande partie de l'atmosphère des premières chansons de geste. En effet, jusqu'à ce que la renaissance du celtisme en Grande-Bretagne et en Irlande au XIXe siècle eût insufflé une vie nouvelle au cycle arthurien, la Matière de France et la Matière de Bretagne jouissaient d’une faveur à peu près égale parmi les légendes du Moyen Âge.

## Textes annexes
- 1088 : Gormont et Isembart
- 1272 : Berte au grand pied (Adenet Le Roi)